# Доменіко Ачеренца
Доменіко Ачеренца (італ. Domenico Acerenza, 19 січня 1995) — італійський плавець.
Учасник Олімпійських Ігор 2020 року.
Призер Чемпіонату світу з водних видів спорту 2019 року.
Чемпіон Європи з водних видів спорту 2020 року.